# Peaches (Justin Bieber)
Peaches è un singolo del cantante canadese Justin Bieber, pubblicato il 26 marzo 2021 come quinto estratto dal sesto album in studio Justice.

## Descrizione
Descritto come un brano R&B e pop soul con influenze trap, Peaches vede la partecipazione del cantante canadese Daniel Caesar e del cantante statunitense Giveon. È stato scritto dai tre interpreti assieme a Andrew Watt, Louis Bell e Bernard Harvey, e prodotto da quest'ultimo, sotto lo pseudonimo di Harv.

## Video musicale
Il video musicale, diretto da Colin Tilley e girato in parte sulla Las Vegas Strip, è stato reso disponibile il 19 marzo 2021 sul canale YouTube di Bieber.

## Tracce
Download digitale – Remix
1. Peaches (Remix) (feat. Ludacris, Usher & Snoop Dogg) – 3:49

Download digitale – Masterkraft Remix
1. Peaches (Masterkraft Remix) (feat. Alpha P & Omah Lay) – 3:14

## Formazione
Musicisti
- Justin Bieber – voce
- Daniel Caesar – voce aggiuntiva
- Giveon – voce aggiuntiva
- Harv – chitarra, basso, tastiera, pianoforte

Produzione
- Harv – produzione
- Shndo – co-produzione
- DJ Tay James – coordinazione produzione
- Josh Gudwin – registrazione voce Bieber, missaggio
- Heidi Wang – assistenza al missaggio
- Ryan Lytle – assistenza tecnica
- Colin Leonard – mastering

## Successo commerciale
Secondo l'International Federation of the Phonographic Industry Peaches è risultato il 6º singolo più venduto a livello globale nel corso del 2021 con un totale di 1,72 miliardi di stream equivalenti accumulati.
Nella Billboard Hot 100 il brano ha debuttato in cima alla classifica, segnando la settima numero uno di Bieber che nella stessa settimana ha debuttato al vertice della Billboard 200 con l'album di provenienza Justice, divenendo il primo artista uomo solista a riuscire in questo traguardo, eguagliando Taylor Swift e i BTS come terzo artista in generale. È diventata anche la prima numero uno per Caesar e Giveon. Nel corso della settimana ha totalizzato 30,6 milioni di stream, ha venduto 16 000 copie e ha infine raggiunto 12,1 milioni di ascoltatori via radio. Nella sua seconda settimana è sceso al numero 2 in favore di Montero (Call Me by Your Name) di Lil Nas X, registrando un incremento del 92% negli ascolti radiofonici e decrementi nelle riproduzioni in streaming e nelle vendite, rispettivamente del 12 e del 31%.
Nella Official Singles Chart britannica il brano ha esordito al 3º posto con 35 323 unità di vendita, segnando il debutto più alto della settimana e divenendo la venticinquesima top ten di Bieber, la prima di Caesar e la seconda di Giveon. Ha poi raggiunto un picco di 2 nella sua terza settimana grazie ad ulteriori 46 712 unità. Nella classifica irlandese Peaches è entrato direttamente al primo posto, regalando a Bieber la sua settima numero uno e agli altri due interpreti la loro prima.
Nella ARIA Singles Chart Peaches, dopo aver trascorso le sue prime due settimane al 2º posto, è salito al vertice nella pubblicazione del 12 aprile 2021, divenendo la settima numero uno di Bieber e la prima per gli altri due interpreti.

## Classifiche

### Classifiche settimanali
| Classifica (2021-22)  | Posizione massima |
| --------------------- | ----------------- |
| Argentina             | 15                |
| Australia             | 1                 |
| Austria               | 2                 |
| Belgio (Fiandre)      | 12                |
| Belgio (Vallonia)     | 11                |
| Canada                | 1                 |
| Colombia              | 7                 |
| Corea del Sud         | 2                 |
| Costa Rica            | 6                 |
| Croazia               | 7                 |
| Danimarca             | 1                 |
| El Salvador           | 5                 |
| Finlandia             | 5                 |
| Francia               | 7                 |
| Germania              | 2                 |
| Grecia                | 2                 |
| India                 | 1                 |
| Irlanda               | 1                 |
| Islanda               | 3                 |
| Italia                | 8                 |
| Libano                | 5                 |
| Lituania              | 2                 |
| Malaysia              | 2                 |
| Messico               | 7                 |
| Norvegia              | 1                 |
| Nuova Zelanda         | 1                 |
| Paesi Bassi           | 1                 |
| Perù                  | 11                |
| Polonia               | 34                |
| Portogallo            | 1                 |
| Regno Unito           | 2                 |
| Repubblica Ceca       | 2                 |
| Repubblica Dominicana | 22                |
| Romania               | 2                 |
| Singapore             | 1                 |
| Slovacchia            | 1                 |
| Spagna                | 8                 |
| Stati Uniti           | 1                 |
| Sudafrica             | 1                 |
| Svezia                | 3                 |
| Svizzera              | 2                 |
| Ungheria              | 4                 |
| Vietnam               | 72                |

### Classifiche di fine anno
| Classifica (2021) | Posizione |
| ----------------- | --------- |
| Australia         | 14        |
| Austria           | 31        |
| Belgio (Fiandre)  | 50        |
| Belgio (Vallonia) | 32        |
| Brasile           | 104       |
| Canada            | 4         |
| Corea del Sud     | 6         |
| Croazia           | 68        |
| Danimarca         | 7         |
| Francia           | 27        |
| Germania          | 37        |
| India             | 8         |
| Irlanda           | 23        |
| Islanda           | 15        |
| Italia            | 58        |
| Norvegia          | 18        |
| Nuova Zelanda     | 10        |
| Paesi Bassi       | 13        |
| Portogallo        | 15        |
| Regno Unito       | 23        |
| Spagna            | 66        |
| Stati Uniti       | 10        |
| Svezia            | 26        |
| Svizzera          | 18        |
| Ungheria          | 31        |
| Classifica (2022) | Posizione |
| Corea del Sud     | 129       |

## Date di pubblicazione
| Paese                 | Data di pubblicazione | Formato                | Etichetta | Note   |
| --------------------- | --------------------- | ---------------------- | --------- | ------ |
| Regno Unito           | 26 marzo 2021         | Contemporary hit radio | Def Jam   | [ 24 ] |
| Stati Uniti d'America | 30 marzo 2021         | Urban contemporary     | Def Jam   | [ 83 ] |
| Italia                | 9 aprile 2021         | Contemporary hit radio | Universal | [ 84 ] |